# 스틸 브리딩
《스틸 브리딩》(Still Breathing)은 미국에서 제작된 제임스 F. 로빈슨 감독의 1997년 코미디, 드라마, 멜로/로맨스 영화이다. 브렌든 프레이저 등이 주연으로 출연하였고 마샬 퍼싱어 등이 제작에 참여하였다.

## 개봉
1997년 3월 15일 사우스바이사우스웨스트 영화제에서 초연되었다.

## 출연

### 주연
- 브렌든 프레이저
- 조안나 고잉

### 조연
- 셀레스트 홈
- 앤 매그너슨
- 루 롤스
- 앵거스 맥페이든
- 토비 허스
- 파올로 시갠티

## 기타
- 협력프로듀서: 에이미 립펜스
- 협력프로듀서: 줄리 린
- 미술: 데니즈 피지니